# Колпца
Колпца — река, протекающая по территории Санинского сельского поселения Бабаевского района Вологодской области России, правый приток Суды.
Начинается в Горском болоте, в 2,5 км к западу от деревни Петрово, течёт на юго-восток, затем поворачивает на восток и в нижнем течении на северо-восток. Впадает в Суду в 112 км от её устья, в 2 км к востоку от деревни Никольское. Длина реки составляет 38 км. На берегах расположены деревни Дубинино, Серково, Седуново, Дедовец, Санинская, Никольское.
Крупнейший приток — ручей Сорка — впадает в Колпцу в 8 км от устья по левому берегу. Сорка имеет длину 11 км и течёт по территории Санинского сельского поселения на юго-восток, в верхнем течении её расположены деревни Сорка и Талашманиха.

## Данные водного реестра
По данным государственного водного реестра России относится к Верхневолжскому бассейновому округу, водохозяйственный участок реки — Суда от истока и до устья, речной подбассейн реки — Реки бассейна Рыбинского водохранилища. Речной бассейн реки — (Верхняя) Волга до Куйбышевского водохранилища (без бассейна Оки).
По данным геоинформационной системы водохозяйственного районирования территории РФ, подготовленной Федеральным агентством водных ресурсов:
- Код водного объекта в государственном водном реестре — 08010200212110000007579
- Код по гидрологической изученности (ГИ) — 110000757
- Код бассейна — 08.01.02.002
- Номер тома по ГИ — 10
- Выпуск по ГИ — 0